# Соков Леонід Петрович

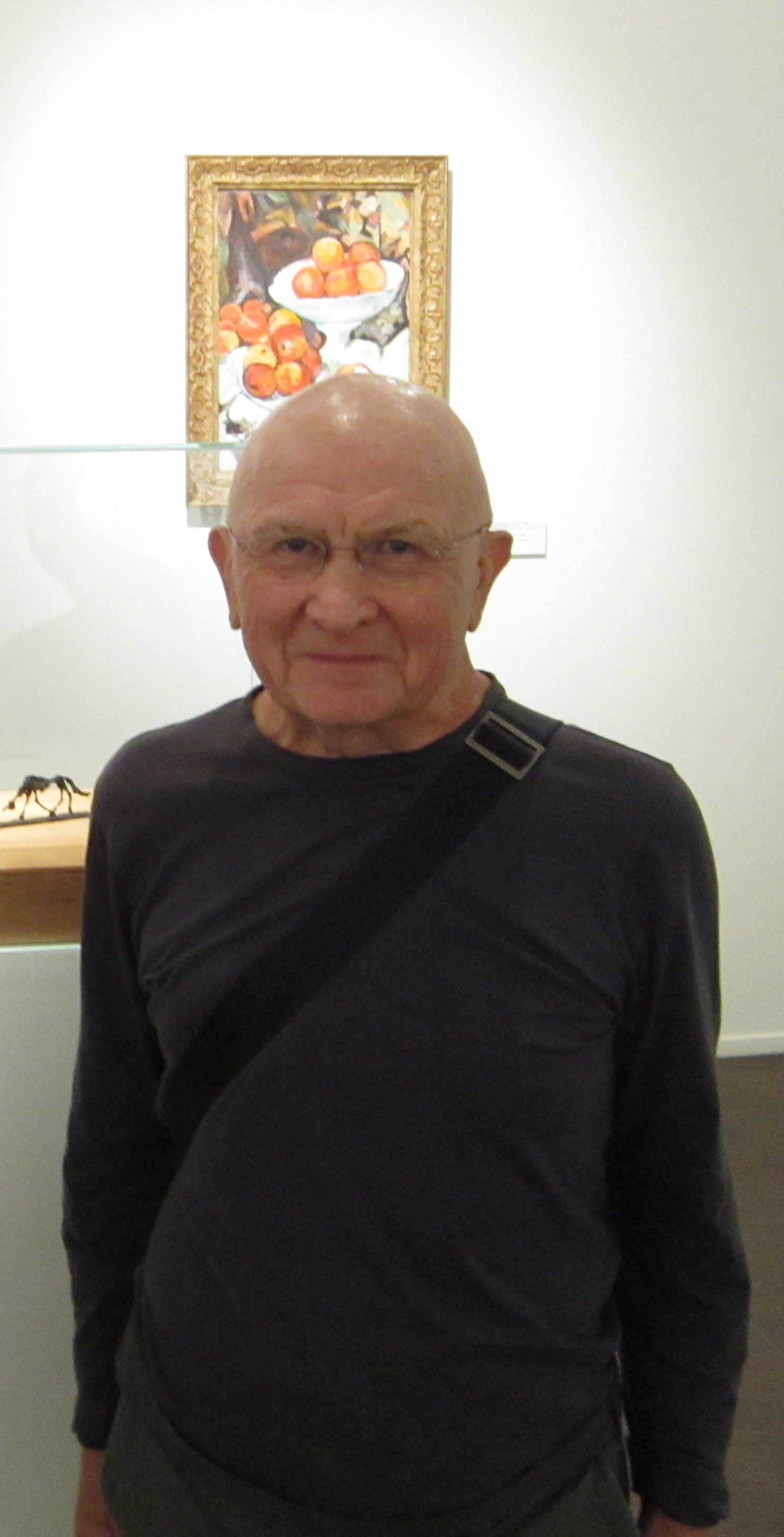
Леонід Соков у 2012 році.

Леонід Петрович Соков (рос. Леонид Петрович Соков; 11 жовтня 1941) — російський художник і скульптор, представник напрямку соц-арт.
Народився у селі Міхалєво Тверської (тоді Калінінської) області, РРФСР. Навчався у Московській середній художній школі при Академії мистецтв, потім, з 1964 по 1969 рік, — у Московському вищому художньо-промисловому училищі імені С. Г. Строганова. З 1979 року живе і працює в США.
У 2012 році до 70-річчя Леоніда Сокова у Московському музеї сучасного мистецтва була проведена велика ретроспективна виставка його  робіт.
Живопис: «Лебзіно» (1982), «Брудна картина»  (1986), «Весна» (1988), «Палаюча береза»  (1992), «З армійського щоденника» (1993), «Мати» (1993), «Батько» (1993), «Тихий ангел прибув» (1994), «Красуня і ведмідь на російському прапорі»  (1995), «На Дикій Півночі» (1996), «Три вокзали у Москві» (1996), «Башта Татліна зі Столичною»  (1996), «Хмара Соков» (1999), «Зимовий день з трьома сонцями» (2003), «Дыр бул щыл» (2004), «Будьмо! З повною чаркою» (2004), «Малевич і його послідовники з моєю робочою сорочкою» (2005).
Вибрані інсталяції: «Російсько-американська іграшка» (1987), «Тіні кімнати скульптур двадцятого сторіччя» (2001), «Чотири портрети» (2001), «Викуваний час» (2005), «Російська літера твердий знак» (2005).
Соц-арт: «Хрущов»  (1983), «Бенкет з ведмедем»  (1984), «Кремль і монстр»  (1986), «Двоголовий Сталін»  (2005).